# ارتوپراکسی
ارتوپراکسی (ὀρθοπραξία) در پژوهش دین، ارتوپراکسی کردار صحیح، هم از نظر اخلاقی و هم نیایشی، در نقطهٔ مقابل ایمان و فضل الهی، است. ارتوپراکسی در مقابل ارتدکسی است که بر اعتقاد درست تأکید دارد. این لغت یک واژه مرکب نئوکلاسیک-ὀρθοπραξία (orthopraxia) به معنی 'کردار درست' است.
در حالی که ارتدکس‌ها از اعتقادات تدوین شده، در قالب عقیده، و آیین با تعصبات بیشتر روی پایبندی سخت گیرانه در مناسک مقرر شده یا آیین، بهره می‌برند، ارتوپراکسی روی موضوعات خانواده، میراث فرهنگی، انتقال سنت، قربانی کردن، آیین طهارت، فلسفه اخلاق و اجرای موارد مرتبط با آنها متمرکز است.